# Пярвалкский маяк
Пярвалкский маяк (лит. Pervalkos švyturys) — береговой маяк в Куршском заливе. Административно относится к Прейло-Пярвалкскому староству Нерингского самоуправления Клайпедского уезда Литвы.

## Название
Также известен под названиями: Первалкский, Первелкский, Арклю (лит. Arklių švyturys), Жиргу, «красный человек».

## Расположение
Расположен на искусственном острове, примерно, в 300 м от восточного берега Куршской косы, напротив мыса Арклю (Жиргу), между Первалкским и Агилосским заливами, в километре северо-восточнее посёлка Пярвалка (Первелка).

## История
Пярвалкский маяк был построен в 1900 году, перестраивался в 1948 году и в 1960 году. Также в 1960 году, искусственный остров, на котором находится маяк, был дополнительно обложен с трёх сторон (с севера, востока и юга) железобетонными блоками для предотвращения размытия.

## Описание
Представляет собой металлическую башню конической формы на железобетонном фундаменте, окрашенную в красный цвет, на которую установлена круглой формы площадка обнесённая перилами по периметру, и цилиндрической формы помещением белого цвета с куполообразной обитой жестью крышей.
Общая высота маяка составляет 14 метров.
Белые световые сигналы маяка видны на расстоянии 13 километров.
Пярвалкский маяк работает в автоматическом режиме, без постоянного обслуживающего персонала.